# DSA-233
La DSA-233 es una carretera perteneciente a la Red Secundaria de la Diputación Provincial de Salamanca que une la  DSA-234  con la localidad de Navarredonda de la Rinconada.

## Origen y destino
La carretera  DSA-233  tiene su origen en La Rinconada de la Sierra en la intersección con la carretera  DSA-234 , y termina en el casco urbano de Navarredonda de la Rinconada, formando parte de la Red de carreteras de Salamanca.